# スザンネ・フォン・ナトゥジウス
スザンネ・フォン・ナトゥジウス（Susanne Philippine von Nathusius、1850年5月2日 - 1929年12月30日）は、ドイツの画家である。肖像画家として評価された。

## 略歴
現在のザクセン＝アンハルト州のケーニヒスボルン（Königsborn）で生まれた。父親のヴィルヘルム・フォン・ナトゥジウス（Wilhelm von Nathusius: 1821-1899）は地主で実業家の一族出身の動物学者で、スザンネは6人兄弟の3番目の子供であった。ケーニヒスボルンの邸宅で育ち家庭教師によって教育された。
ベルリンの美術学校でゴットリープ・ビールマン（Gottlieb Biermann: 1824-1908）とカール・シュタウファー＝ベルン（1857-1891）に学び、風景画家のユリウス・ヤコブ（Julius Jacob: 1842-1929）からも影響を受けた。ベルリンの彫刻家のラインホルト・ベガス（1831-1911）とカール・ベガス（Karl Begas：1845–1916）の邸などに招かれ、ベルリンの美術家グループのなかで修行した。
パリに移り修行を続け、アカデミー・ジュリアンなどで学んだ。指導を受けた画家にはジャン＝ポール・ローランスやカロリュス＝デュラン、ジャン＝ジャック・エンネルがいる。フィレンツェに旅し、ラファエロの作品を研究した。
ベルリンでの学生時代から肖像画や人物画を描き、肖像画家として働いた。経済的には恵まれた立場であったため、自由に注文やモデルを選ぶことができた。ベルリンとパリで展示会が成功し、2つの都市で顧客を見つけ、故郷に近いハレでも肖像画家として働いた。
1880年のベルリンのプロイセン王立美術アカデミーの展覧会や1893年のシカゴ万国博覧会の展覧会、1900年のパリ万国博覧会の展覧会などに作品を出展した。
1929年にザクセン＝アンハルト州のニートレーベン（Nietleben）で亡くなった。

## 作品

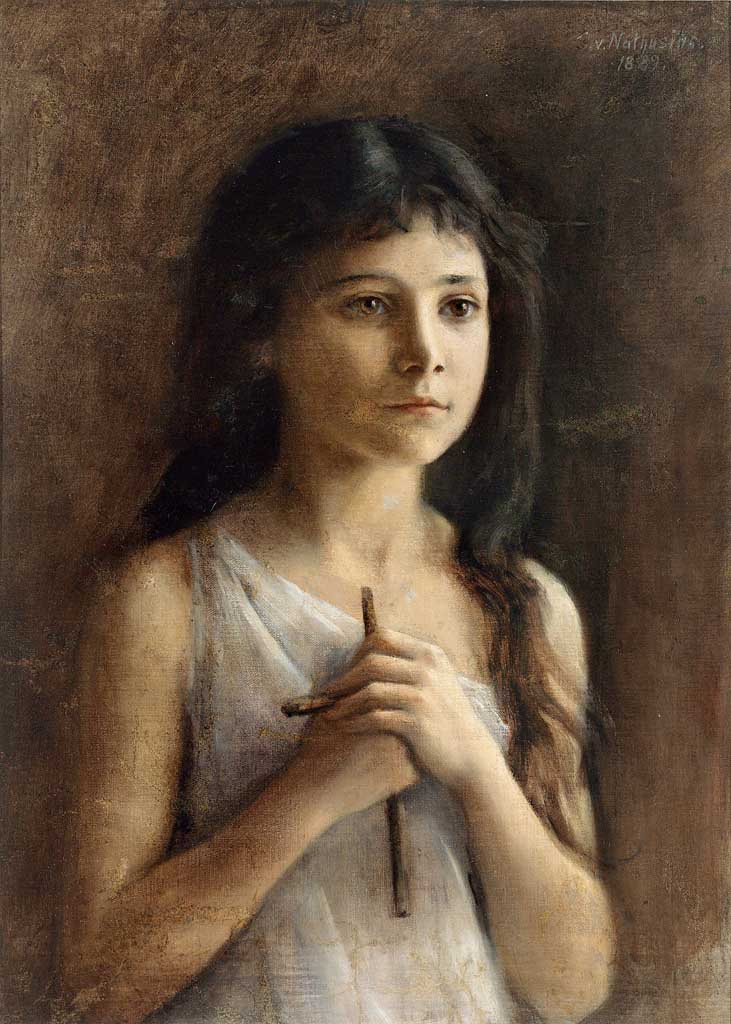
少女 (1889)
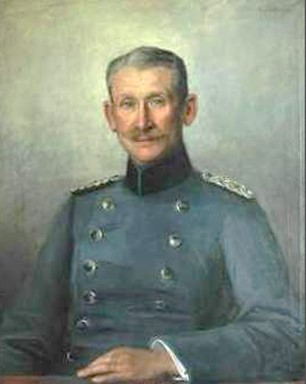
軍人の兄?ヴィルヘルム・フォン・ナトゥジウスの肖像画 (1890)
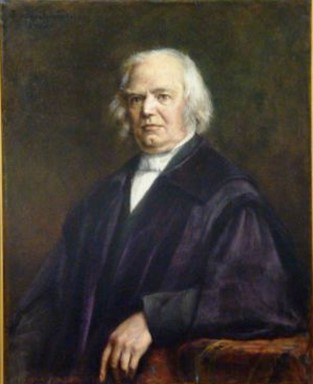
言語学者アウグスト・フリードリヒ・ポットの肖像画(c.1902)
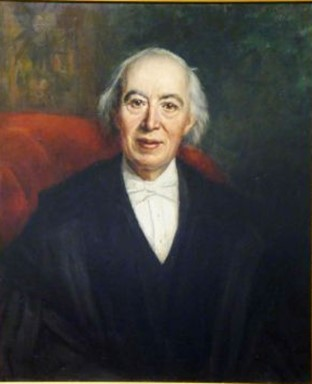
神学者Willibald Beyschlagの肖像画 (c.1915)